# Réquiem (Ligeti)
El Réquiem del compositor húngaro György Ligeti es una composición coral y orquestal a gran escala, compuesta entre 1963 y 1965.
La obra dura poco menos de media hora y consta de cuatro movimientos: Introito, un plano gradual e ininterrumpido de sonido que pasa del "luto a la promesa de la luz eterna"; Kyrie, un movimiento polifónico complejo que alcanza un clímax en fortissimo; Dies Irae, que utiliza extremos vocales y orquestales en gestos teatrales; y el cierre con Lacrimosa, para solistas y orquesta, que vuelve al ambiente sobrio de la apertura.

## Composición
Ligeti fue comisionado para componer una obra en 1961 dentro de una serie de conciertos de música nueva en la radio sueca. Fue él quien sugirió un Réquiem, y en un principio tenía la intención de establecer el texto completo de la misa de Réquiem. Sin embargo, finalmente decidió realizar la composición con la mitad del texto original. Escribió la obra para grandes partes corales, con dos coros mixtos y soprano y mezzosoprano como solistas. A la parte orquestal le añadió un clavecín y una celesta. Ligeti pasó nueve meses trabajando solamente en la sección Kyrie que dura seis minutos, ya que presentaba la polifonía más compleja que jamás había intentado, con veinte líneas vocales; aunque como señala Harold Kaufmann, "se remite ... a la polifonía vocal clásica de la viejos maestros". En particular, se inspiró en la obra de Ockeghem, "refractada y multiplicada mediante la técnica de la micropolifonía".

## Estreno y grabaciones
La obra se estrenó por primera vez el 14 de marzo de 1965 en Estocolmo, con las solistas Liliana Poli, Barbro Ericson y el Coro y Orquesta de la Radio Sueca bajo la dirección de Michael Gielen. Durante los ensayos, Ligeti recibió un telegrama del maestro de coro que le rogó que fuera de inmediato a Estocolmo, ya que todos estaban "aterrorizados" por la pieza. A los mismos solistas y director se unieron el Coro de la Radio de Baviera y la Orquesta de Hesse Radio, Frankfurt, para la primera grabación, realizada en noviembre de 1968. Se realizó una segunda grabación en 2003 con solistas, London Voices y la Filarmónica de Berlín bajo la dirección de Jonathan Nott. La Orquesta Sinfónica WDR realizó una nueva grabación posterior con Peter Eötvös.

## En la cultura popular
El Réquiem de Ligeti alcanzó fama casi instantánea (para una obra clásica moderna) debido a que fue utilizada por Stanley Kubrick en su película de 1968 2001: Una odisea del espacio, aunque la banda sonora solo usa el clímax de la sección del Kyrie. La pieza no fue grabada especialmente para la película, pero según el director Francis Travis provino de una interpretación en vivo que dirigió en 1967.